# Substrat (Boden)
Substrat im Zusammenhang mit Boden ist das jeweilige Grundmaterial für verschiedene natürliche Vorgänge und technische Anwendungen, liegt meist als granulare Materie vor und besteht oft aus zerkleinertem Gestein.
In den Geowissenschaften bezeichnet das Substrat (lateinisch Unterlage) das Ausgangsmaterial für die Bodenbildung, zum Beispiel das Ausgangsgestein am Standort.
Im Gartenbau werden mit dem Begriff Substrat Nährböden aller Art bezeichnet, einschließlich des gewachsenen Erdbodens, der durch seinen jeweiligen Bodentyp gekennzeichnet wird.
Gleichzeitig ist der Boden auch Substrat (Ökologie) im Sinn eines Materials, auf und in dem Organismen leben. Er enthält das jeweilige Substrat (Biochemie) im Sinn einer von verschiedenen Biomolekülen und Mikroorganismen umzusetzenden chemischen Verbindung.

## Substrate im Gartenbau
Diese werden hergestellt aus verschiedenen Erden, durch Beimischung von Zuschlagstoffen, aus Erdgemischen oder als erdelose Substrate bis hin zu der Verwendung von flüssigen Nährlösungen.
Im Freilandanbau von Baumschulpflanzen, im Obstbau und Feldgemüseanbau werden die Pflanzen vorwiegend in gewachsenen Böden kultiviert; im Gewächshaus wachsen die Pflanzen meist in Substraten auf, die vom Untergrund mehr oder weniger getrennt sind. Dies ist eine Folge der intensiven Nutzung unter Glas (optimale Wachstumsbedingungen sind wirtschaftlich notwendig) – in Verbindung mit den ariden Klimabedingungen (Salzanreicherung im Oberboden) – und der Notwendigkeit von geschlossenen Kulturverfahren zum Grundwasserschutz.

### Einteilung von Erden (Substraten)
Für erdehaltige Substrate werden meist Gemische verwendet. Als Haupterde werden diejenigen Erden bezeichnet, die den Hauptanteil des Substrates bilden; zusammen mit Hilfserden bzw. Zuschlagstoffen werden daraus Betriebserden hergestellt.
- Komposterden, Mistbeeterden und Lauberden zählen zu den Haupterden;
- Hilfserden sind zugemischte Misterden, Moorerden, Nadelerden, Heideerden;
- Zuschlagstoffe sind Beimischungen von Sand, Lehm, Ton, Ziegelsplitt, Holzkohle, Algenkalk, Urgesteinsmehl usw.

Üblich ist auch eine Einteilung nach dem Humusgehalt in Mineralerden auf der Basis von Lehm und Sand sowie Humuserden beziehungsweise Humusmineralerden (Komposte). Erden mit niedrigem pH-Wert werden durch Vertorfung hergestellt: Nasstorfe aus Moorerden sowie Trockentorfe aus Lauberden und Nadelerden.
Durch Sand und Torf lässt sich der Nährstoffgehalt des Substrates herabsetzen. Sand gibt zum Beispiel Kübelpflanzen eine bessere Standfestigkeit und unterstützt die Drainage im Substrat.
Torf wird wegen der hervorragenden Wasserspeicherfähigkeit und zur besseren Durchlüftung bei hoher Bodenfeuchte verwendet. Der Tonanteil im Substrat dient zur Bereitstellung von Pufferkapazität für Nährsalze; dies wird zum Beispiel bei der Kultur von Rosen benötigt.
Schwere Substrate haben einen hohen Tonanteil, leichte Erden enthalten vorwiegend Sand und Torf.

### Standardisierte Kultursubstrate
|                                    |                                                             |                                        | Mineraldüngung (mg/l) |         |         |
|                                    | Grundstoffe                                                 | Kalk                                   | N                     | P2O5    | K2O     |
| Torfkultursubstrat                 |                                                             |                                        |                       |         |         |
| TKS 1 zur Aussaat und zum Pikieren | 100 % Weißtorf                                              | 6 kg kohlensaurer Kalk pH 5,0–6,0      | 140                   | 120     | 220     |
| TKS 2 zum Topfen                   | 100 % Weißtorf                                              | 6 kg kohlensaurer Kalk pH 5,0–6,0      | 430                   | 240     | 530     |
| Potgrond für Erdtöpfe              | 60–70 % Schwarztorf, 30–40 % Weißtorf, 40–70 l/m3 Sand      | 7 kg Dolomitkalk/m3 pH 5,5–6,0         | 160–220               | 190–270 | 220–310 |
| Einheitserden nach Fruhstorfer     |                                                             |                                        |                       |         |         |
| Typ 0 zum eigenen Aufdüngen        | 20–40 % Ton + 60–80 % Weißtorf (u. U. bis 50 % Schwarztorf) | pH 5,5–6,5 auch ungekalkt              | < 50                  | < 30    | < 60    |
| Typ P zur Aussaat und zum Pikieren | 20–40 % Ton + 60–80 % Weißtorf (u. U. bis 50 % Schwarztorf) | pH 5,5–6,5                             | 150–200               | 100–200 | 100–300 |
| Typ T zum Topfen                   | 20–40 % Ton + 60–80 % Weißtorf (u. U. bis 50 % Schwarztorf) | pH 5,5–6,5                             | 250–400               | 200–400 | 200–500 |
| Rindenkultursubstrat               |                                                             |                                        |                       |         |         |
| RKS 0                              | 30–60 % Rindenhumus + Weißtorf, Schwarztorf, Ton            | 2–4 kg kohlensaurer Kalk/m3 pH 5,5–7,0 | 30–100                | < 200   | < 200   |
| RKS 1                              | 30–60 % Rindenhumus + Weißtorf, Schwarztorf, Ton            | 2–4 kg kohlensaurer Kalk/m3 pH 5,5–7,0 | 100–250               | 150–300 | 200–500 |
| RKS 2                              | 30–60 % Rindenhumus + Weißtorf, Schwarztorf, Ton            | 2–4 kg kohlensaurer Kalk/m3 pH 5,5–7,0 | 250–450               | 200–400 | 300–600 |

### Industriell erzeugte Erden, Substrate, Zuschlagstoffe
Einheitserden und Torfkultursubstrate werden im Gartenbau als industriell gefertigte Erden verwendet. Sie sind standardisiert, frei von Schädlingen und Krankheiten und im Vergleich zu selbst hergestellten Betriebserden oft von geringerem Gewicht (Transportvorteil). Beispiele sind Einheitserde P für Aussaaten und Stecklinge, Einheitserde ED73 mit Langzeitdünger für Starkzehrer; Torfkultursubstrate TKS mit Hochmoortorf nach DIN 11542, angereichert mit Hauptnährelementen und Spurennährstoffen.
- Blähton, auch Lekaton, wird als festigender Zuschlagstoff mit geringer Dichte in Erden eingesetzt oder als erdeloses Substrat für Hydrokulturen;
- Perlit, Vermiculit, Blähschiefer werden als mineralischer Zuschlag geringer Dichte zur besseren Luftführung zum Beispiel in Stecklingserden, Aussaaterden und Pikiererden verwendet;
- Kunststoffe wie Styromull (aus Polystyrol, wasserabweisend) oder Hygromull, Polyurethanschaum, mit hohem Wasseraufnahmevermögen werden als synthetische Zuschlagstoffe beigemischt;
- In den letzten Jahren wurden verstärkt Bodenhilfsstoffe entwickelt, die hochporös und mineralisch aufgebaut sind und als Wasserspeicher bzw. Bodenoptimierer, insbesondere in semiariden und ariden Gebieten, dienen. Auch Zusätze mit Superabsorber-Polymeren (Hydrogel-Polymer) sind üblich. Diese Wasser und Nährstoffe speichernden Kompositmaterialien sind auch als Zuschlagstoffe zu Pflanz- und Kultursubstraten geeignet.
- weitere organische Zuschlagstoffe sind meist Abfälle aus anderen Produktionen, wie zum Beispiel Grasspelzen, Holzfasern, Kokosfasern oder Rinde.
- Steinwolle aus erhitztem Dolomit wird als erdeloses Substrat im Gemüsebau und Zierpflanzenbau eingesetzt;
- Saatgel: Ein von der NASA entwickeltes Nährgel zur Pflanzenaufzucht.